# Finissage (Uhr)
Die Finissage ist ein abschließender Veredlungsprozess an einem Uhrwerk.
Neben der technischen Verfeinerung durch zahlreiche Zusatzfunktionen ist die mechanische Nachbearbeitung (auch Finissierung, Fertigbearbeitung, französisch Finissage) durch einen Finisseur ein Qualitätsmerkmal bei Uhrwerken und Gehäusen von Armband- und Taschenuhren. Für den Erhalt der Genfer Punze als Qualitätsmerkmal und Marketingargument ist die Finissage definiert.
In erster Linie handelt es sich dabei um eine Oberflächenbearbeitung der Bestandteile des Werkes durch besondere Schlifftechniken wie Genfer Streifen (vor der Galvanisierung aufgebrachte rippenförmige Dekoration auf Brücken und Kloben; synonym Glashütter Streifen), Perlschliff (franz. Perlage) oder dem Sonnenschliff, daneben auch Prägungen, Lasersintern, Ziselierungen, Gravurtechniken wie Guillochierungen sowie eine Gratentfernung (franz. Anglage) auf Trieben, Rädern, Kloben, Brücken und auf der Werkplatte des Uhrwerks. Ebenfalls gebräuchlich sind Vergoldungen, Rhodinierungen und polierte, brünierte oder gebläute Schrauben, geschraubte Fassungen von Lagersteinen aus Gold (franz. Chatons), sowie eine nur teilweise technische Verwendung synthetischer Rubine.
Mit der Herstellung der Taschenuhr Marie-Antoinette durch Abraham Louis Breguet mit ihrem transparenten Zifferblatt aus Bergkristall (sog. offenes Zifferblatt) konnte man die Verarbeitungsdetails erblicken, was eine aufwändige Finissage voraussetzte. 
Bei einer Skelettierung des Werkes sind alle starren Teile bis auf das mechanisch notwendige Maß nachträglich durchbrochen, so dass man durch das Werk blicken kann. Aufwändige Vergütungen sind bei einer Skelettuhr meistens durch einen Glasboden und ein fehlendes oder reduziertes Zifferblatt sichtbar. 
Bei einem minimalen Werkplattenentwurf werden dagegen die mechanisch unnötigen Zwischenräume von Entwurf des Uhrwerks an weggelassen, was die Verwendung gezielter Motive als Werkplatte erlaubt, z. B. bei der Master Eight Days Perpetual Squelette von Jaeger-LeCoultre, dem Tourbillon mit drei Brücken von Girard-Perregaux oder der Freak von Ulysse Nardin.

## Bilder

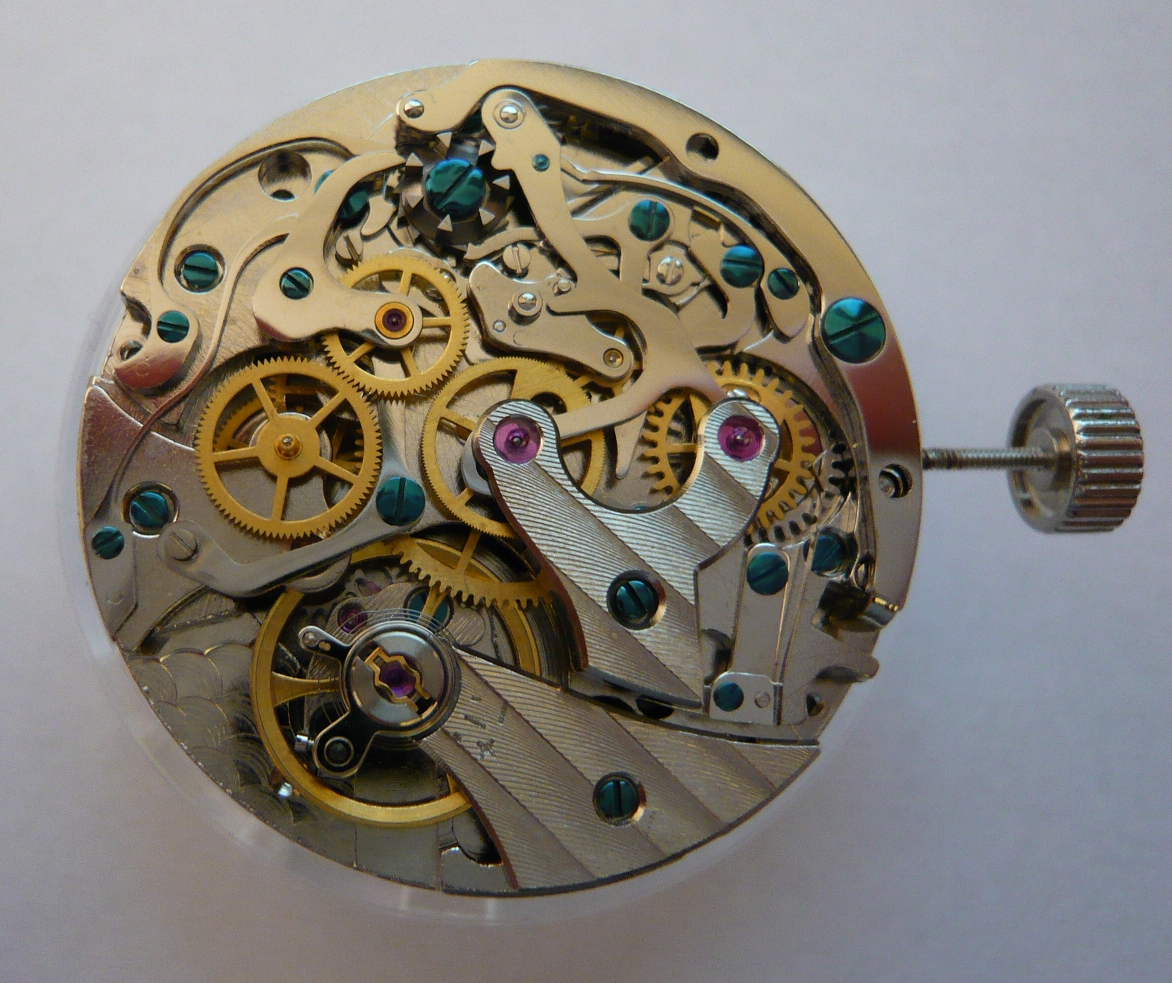
Uhrwerk mit Streifenschliff
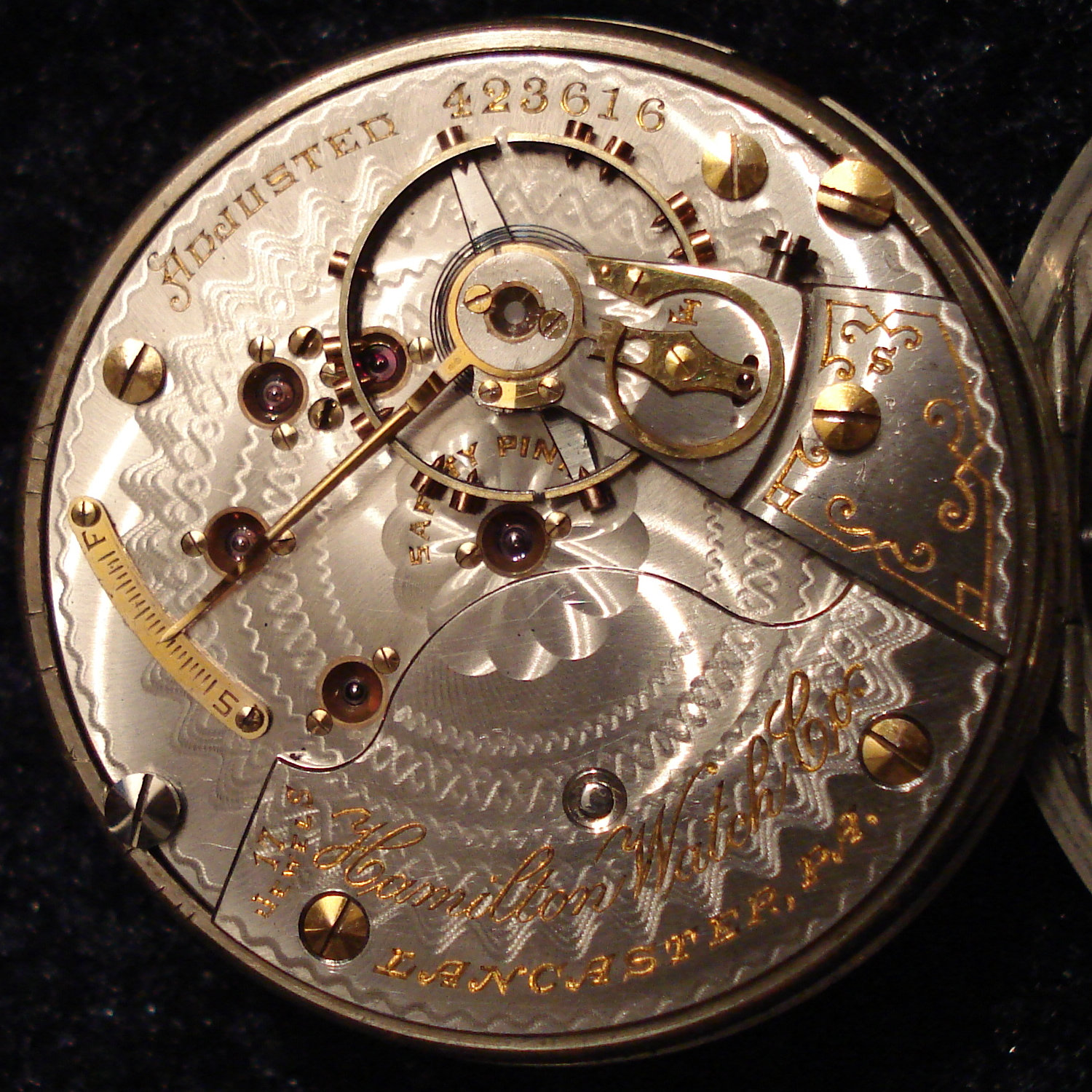
Uhrwerk mit Gravuren
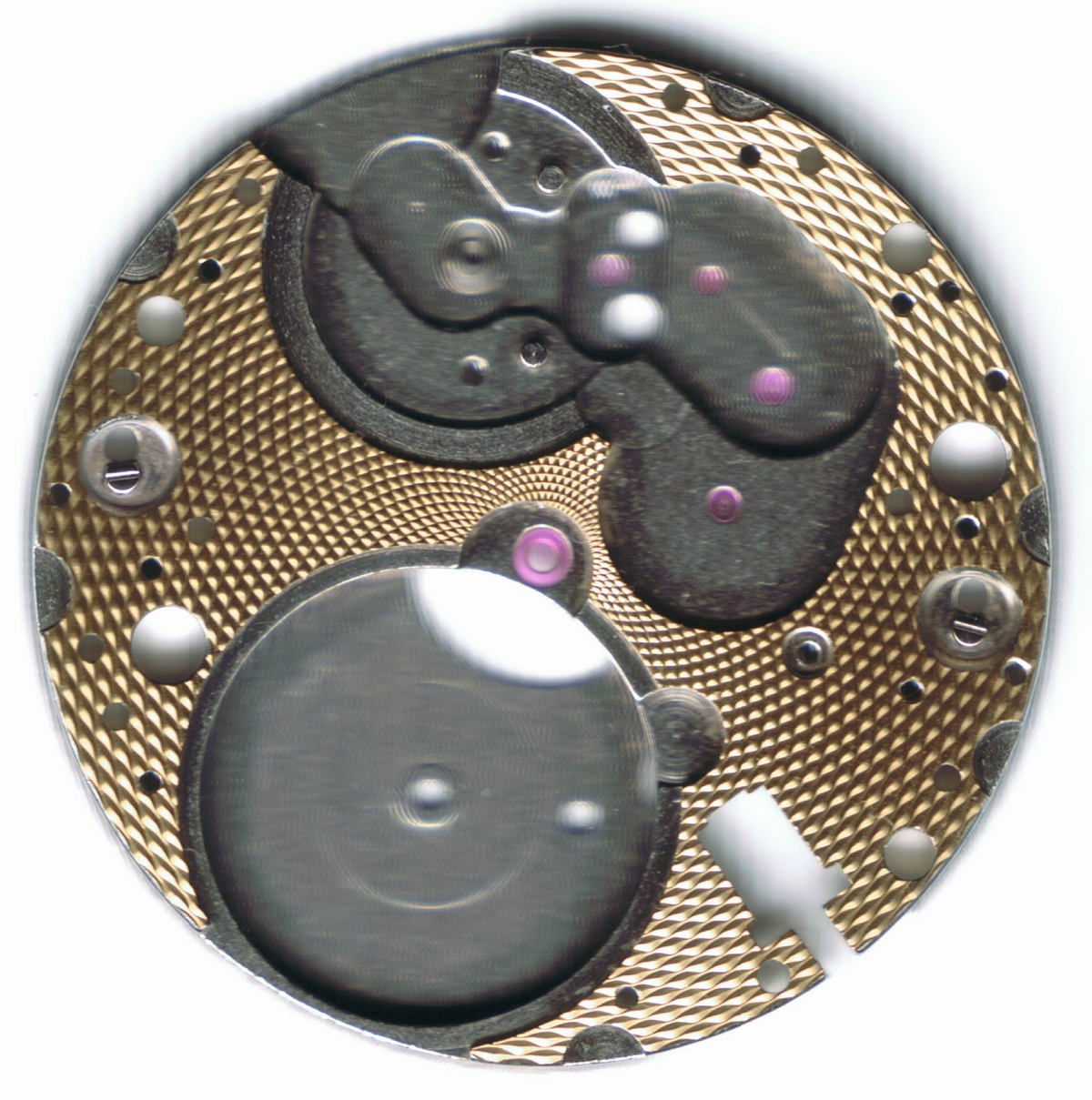
Barley-Guilloche auf einer Uhrwerks-Platine
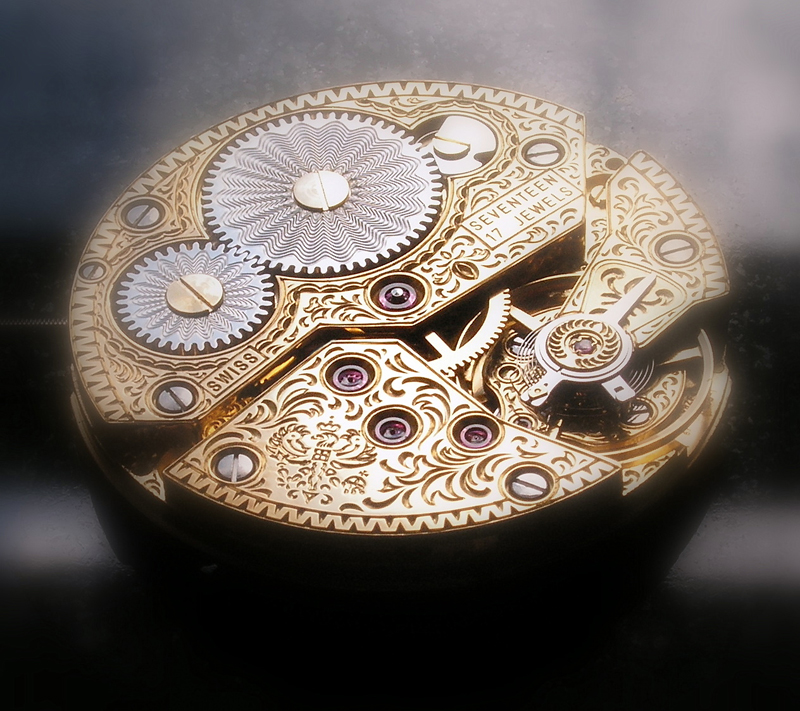
Montiertes und finissiertes Uhrwerk
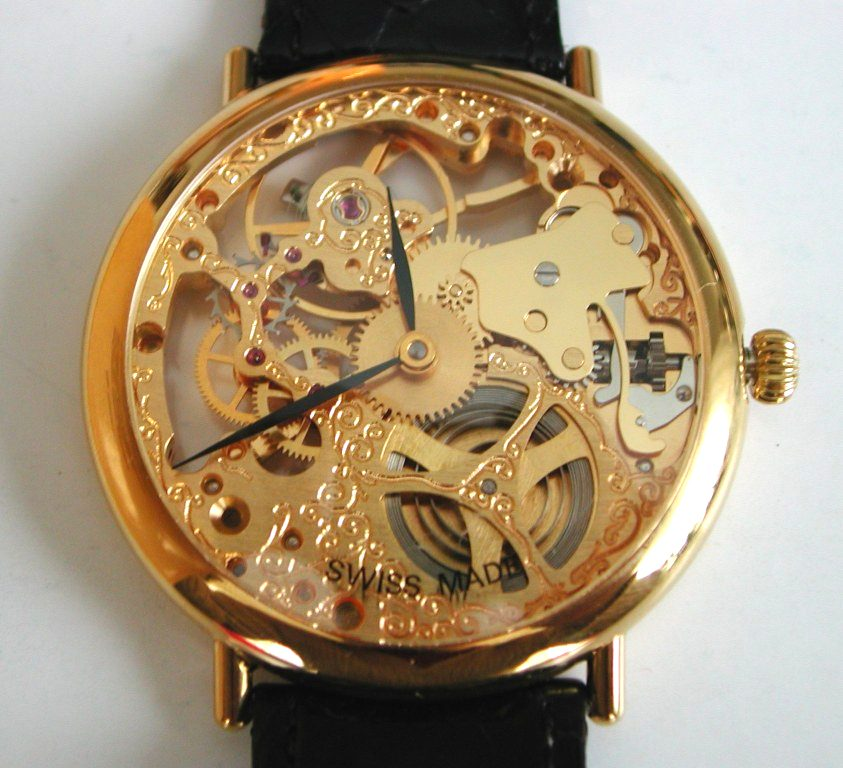
Skelettiertes Uhrwerk
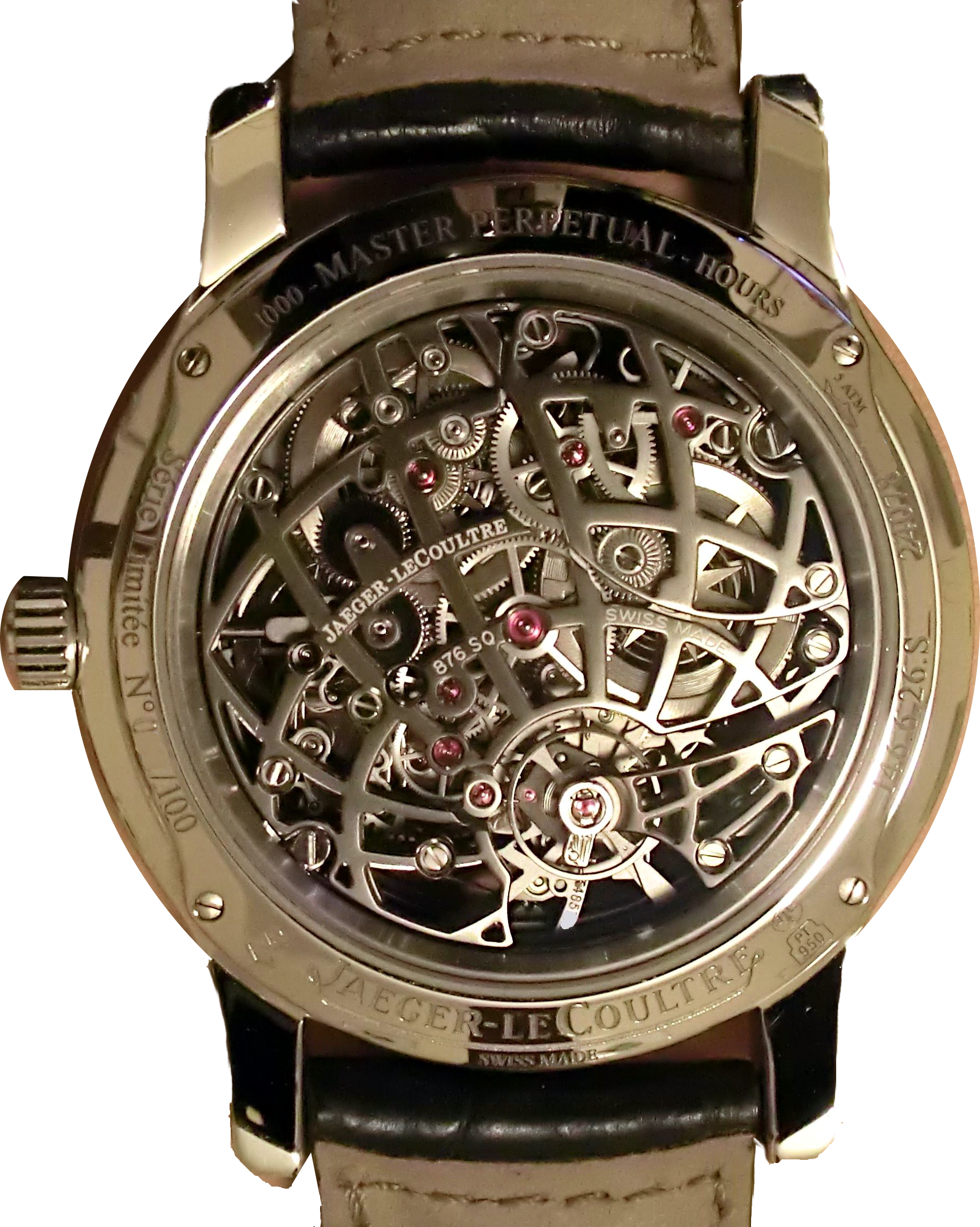
Minimale figurative Werkplatte
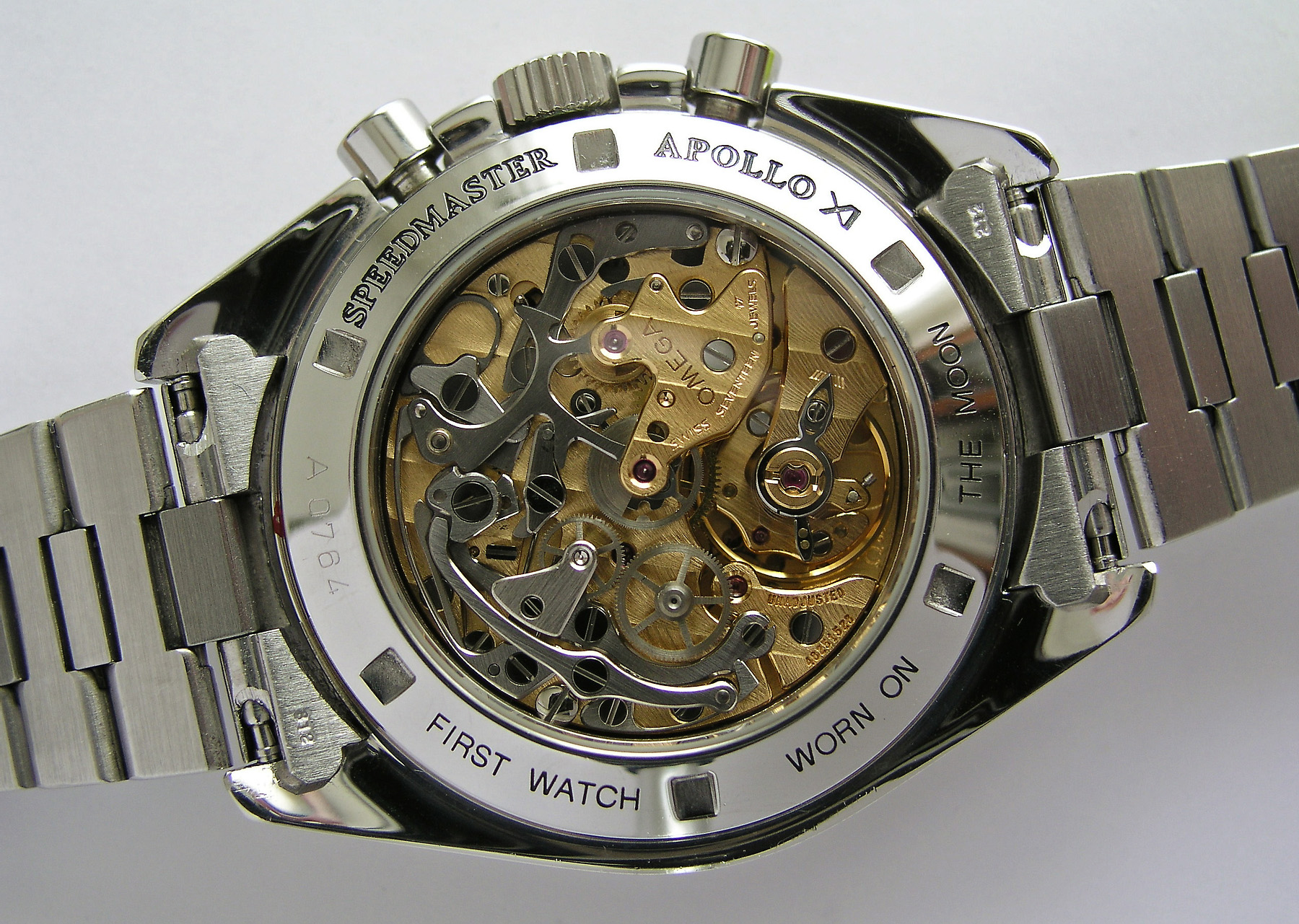
Chronografen-Uhrwerk Omega Kaliber 863
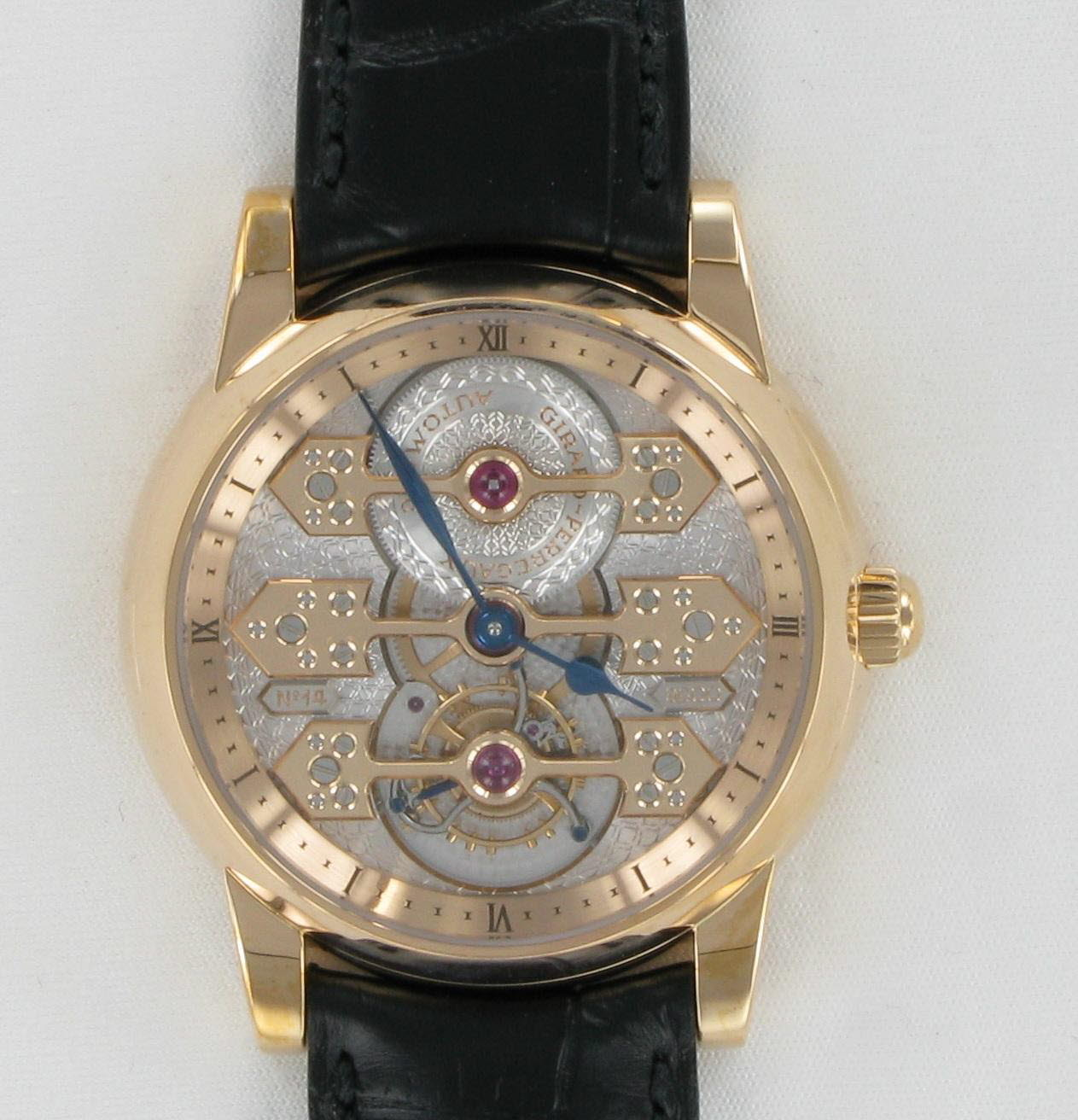
Tourbillon mit drei goldenen Brücken